# Квантно рачунарство
Квантни рачунар је рачунар који користи предности квантномеханичких појава. На малим размерама, физичка материја показује својства и честица и таласа, а квантно рачунарство користи ово понашање, посебно квантну суперпозицију и преплитање, користећи специјализовани хардвер који подржава припрему и манипулацију квантним стањима. Класична физика не може да објасни рад ових квантних уређаја, а скалабилни квантни рачунар би могао да изврши неке прорачуне експоненцијално брже (у погледу скалирања величине улаза)од било ког модерног „класичног“ рачунара. Конкретно, велики квантни рачунар би могао да разбије широко коришћене шеме шифровања и помогне физичарима у извођењу физичких симулација; међутим, тренутно стање технике је углавном експериментално и непрактично, са неколико препрека корисним применама. Штавише, скалабилни квантни рачунари не обећавају многе практичне задатке, а за многе важне задатке квантно убрзање је доказано немогућим.
Основна јединица информација у квантном рачунарству је кубит, сличан биту у традиционалној дигиталној електроници. За разлику од класичног бита, кубит може постојати у суперпозицији своја два "основна" стања, што лабаво значи да се налази у оба стања истовремено. Када се мери кубит, резултат је пробабилистички излаз класичног бита, због чега су квантни рачунари уопште недетерминистички. Ако квантни рачунар манипулише кубитом на одређени начин, ефекти интерференције таласа могу појачати жељене резултате мерења. Дизајн квантних алгоритама укључује креирање процедура које омогућавају квантном рачунару да ефикасно и брзо изводи прорачуне.
Физички инжењеринг висококвалитетних кубита показао се изазовним. Ако физички кубит није довољно изолован од свог окружења, он пати од квантне декохеренције, уводећи буку у прорачуне. Парадоксално, савршено изоловање кубита је такође непожељно јер квантна израчунавања обично морају да иницијализују кубите, изводе контролисане интеракције кубита и мере резултујућа квантна стања. Свака од тих операција доноси грешке и пати од буке, а такве нетачности се гомилају.
Националне владе су много уложиле у експериментална истраживања која имају за циљ развој скалабилних кубита са дужим временом кохерентности и нижим стопама грешака. Две технологије које највише обећавају су суперпроводници (који изолују електричну струју елиминишући електрични отпор) и јонске замке (које ограничавају један јон помоћу електромагнетних поља).
У принципу, неквантни (класични) рачунар може да реши исте рачунске проблеме као и квантни рачунар, ако му се да довољно времена. Квантна предност долази у облику временске сложености, а не урачунљивости, а квантна теорија сложености показује да неки квантни алгоритми за пажљиво одабране задатке захтевају експоненцијално мање рачунских корака од најпознатијих неквантних алгоритама. Такви задаци се у теорији могу решити на квантном рачунару великих размера, док класични рачунари не би завршили прорачуне ни у једном разумном времену. Међутим, квантно убрзање није универзално или чак типично за рачунарске задатке, пошто је доказано да основни задаци као што је сортирање не дозвољавају било какво асимптотично квантно убрзање. Тврдње о квантној надмоћи скренуле су значајну пажњу на ову дисциплину, али су демонстриране на измишљеним задацима, док случајеви краткорочне практичне употребе остају ограничени.
Оптимизам у вези са квантним рачунарством је подстакнут широким спектром нових теоретских хардверских могућности које олакшава квантна физика, али све боље разумевање ограничења квантног рачунарства је противтежа овом оптимизму. Конкретно, квантна убрзања се традиционално процењују за бешумне квантне рачунаре, док утицај буке и коришћење квантне корекције грешака могу поткопати нискополиномска убрзања.

## Историја квантног рачунарства
Дуги низ година, области квантне механике и рачунарства формирале су различите академске заједнице. Модерна квантна теорија развијена је 1920-их да би објаснила дуалност талас-честица примећена на атомским размерама, и дигитални рачунари су се појавили у наредним деценијама да замени људске рачунаре за досадне прорачуне. Обе дисциплине су имале практичну примену током Другог светског рата; компјутери су играли главну улогу у ратној криптографији, а квантна физика је била од суштинског значаја за нуклеарну физику коришћену у Пројекту Manhatn.
Како су физичари примењивали квантномеханичке моделе на рачунарске проблеме и мењали дигиталне битове за кубите, поља квантне механике и рачунарства су почела да се приближавају. Године 1980. Пол Бениоф је представио квантну Тјурингову машину, која користи квантну теорију да опише поједностављени рачунар. Када су дигитални рачунари постали бржи, физичари су се суочили са експоненцијалним повећањем трошкова приликом симулације квантне динамике, што је навело Јурија Манина и Ричарда Фајнмана да независно сугеришу да би хардвер заснован на квантним феноменима могао бити ефикаснији за компјутерску симулацију.У раду из 1984. Цхарлес Бенетт и Гиллес Брассард су применили квантну теорију на криптографске протоколе и показали да квантна дистрибуција кључева може побољшати безбедност информација.
Затим су се појавили квантни алгоритми за решавање проблема пророчанства, као што су Дојчев алгоритам 1985. Бернстеин–Вазирани алгоритам 1993. и Симонов алгоритам 1994. године. Ови алгоритми нису решили практичне проблеме, али су математички демонстрирали да се може добити више информација испитивањем црне кутије са квантним стањем у суперпозицији, што се понекад назива и квантни паралелизам. Питер Шор је изградио ове резултате својим алгоритмима из 1994. за разбијање широко коришћених РСА и Diffie-Helffman протокола за шифровање, који су скренули значајну пажњу на област квантног рачунарства.Године 1996. Гроверов алгоритам је успоставио квантно убрзање за широко применљив проблем неструктуриране претраге. Исте године, Сет Лојд је доказао да квантни рачунари могу да симулирају квантне системе без експоненцијалних трошкова присутних у класичним симулацијама, потврђујући Фејнманову претпоставку из 1982. године.
Током година, експериментатори су конструисали мале квантне рачунаре користећи заробљене јоне и суперпроводнике. Године 1998. квантни рачунар са два кубита је показао изводљивост технологије, а наредни експерименти су повећали број кубита и смањили стопу грешке.У 2019, Гоогле АИ и НАСА објавили су да су постигли квантну надмоћ са машином од 54 кубита, изводећи прорачун који је немогућ за било који класичан рачунар. Међутим, ваљаност ове тврдње се још увек активно истражује.
Са фокусом на тачку гледишта пословног менаџмента, потенцијалне примене квантног рачунарства у четири главне категорије су сајбер безбедност, аналитика података и вештачка интелигенција, оптимизација и симулација, и управљање подацима и претраживање.
У децембру 2023. године, физичари су по први пут пријавили преплитање појединачних молекула, што може имати значајну примену у квантном рачунарству. Такође у децембру 2023. године, научници су успешно креирали „квантна кола“ која исправљају грешке ефикасније од алтернативних метода, што потенцијално може уклонити велику препреку практичним квантним рачунарима.

## Квантна обрада информација
Рачунарски инжењери обично описују рад модерног рачунара у терминима класичне електродинамике. Унутар ових „класичних“ рачунара, неке компоненте (као што су полупроводници и генератори случајних бројева) могу се ослањати на квантно понашање, али ове компоненте нису изоловане од свог окружења, тако да се свака квантна информација брзо декохерује. Док програмери могу зависити од теорије вероватноће када дизајнирају рандомизовани алгоритам, квантномеханички појмови попут суперпозиције и интерференције су углавном ирелевантни за анализу програма.
Насупрот томе, квантни програми се ослањају на прецизну контролу кохерентних квантних система. Физичари описују ове системе математички користећи линеарну алгебру. Комплексни бројеви моделују амплитуде вероватноће, вектори моделирају квантна стања, а матрице моделирају операције које се могу извршити над овим стањима. Програмирање квантног рачунара је онда ствар састављања операција на такав начин да резултујући програм израчунава користан резултат у теорији и да се може применити у пракси.
Како физичар Чарли Бенет описује однос између квантних и класичних рачунара.
Класични рачунар је квантни рачунар ... тако да не би требало да се питамо "одакле долазе квантна убрзања?" Требало би да кажемо, "па, сви рачунари су квантни... Одакле долазе класична успоравања?"

### Квантне информације
Кубит служи као основна јединица квантне информације. Он представља систем са два стања, баш као и класични бит, осим што може постојати у суперпозицији своја два стања.У једном смислу, суперпозиција је као дистрибуција вероватноће на две вредности. Међутим, на квантно израчунавање могу утицати обе вредности одједном, необјашњиво ни за једно стање појединачно. У том смислу, "суперпоновани" кубит чува обе вредности истовремено.
Дводимензионални вектор математички представља стање кубита. Физичари обично користе Диракову нотацију за квантну механичку линеарну алгебру, пишући |ψ⟩ 'кет пси' за вектор означен са ψ. Пошто је кубит систем са два стања, свако стање кубита има облик α|0⟩ + β|1⟩, где су |0⟩ и |1⟩ стандардна основна стања, и α и β су вероватноћа амплитуде. Ако је α или β нула, кубит је заправо класичан бит; када су оба различита од нуле, кубит је у суперпозицији. Такав вектор квантног стања делује слично као (класични) вектор вероватноће, са једном кључном разликом: за разлику од вероватноћа, амплитуде вероватноће нису нужно позитивни бројеви. Негативне амплитуде дозвољавају деструктивну интерференцију таласа.
Када се кубит мери у стандардној бази, резултат је класичан бит. Борново правило описује кореспонденцију квадрата норме између амплитуда и вероватноћа — када се мери кубит α|0⟩ + β|1⟩, стање пада на |0⟩ са вероватноћом |α|2, или на |1⟩ са вероватноћом | β|2. Свако важеће стање кубита има коефицијенте α и β такве да је |α|2 + |β|2 = 1. На пример, мерење кубита 1 / √2 |0⟩ + 1 / √2 |1⟩ би произвело или |0⟩ или |1⟩ са једнаком вероватноћом.
Сваки додатни кубит удвостручује димензију простора стања. Као пример, вектор 1/√2|00⟩ +1/√2|01⟩ представља стање са два кубита, тензорски производ кубита |0⟩ са кубитом1/√2|0⟩ + 1/√2|1⟩. Овај вектор насељава четвородимензионални векторски простор који обухватају базни вектори |00⟩, |01⟩, |10⟩ и |11⟩. Држава Белл1/√2|00⟩ +1/√2|11⟩ је немогуће разложити у тензорски производ два појединачна кубита—два кубита су заплетена јер су њихове амплитуде вероватноће у корелацији. Уопштено говорећи, векторски простор за н-кубитни систем је 2н-димензионалан, а то чини изазов за класични рачунар да симулира квантни: представљање система од 100 кубита захтева складиштење 2100 класичних вредности.

### Унитерни оператори
Стањем ове квантне меморије од једног кубита може се манипулисати применом квантних логичких капија, аналогно томе како се класичном меморијом може манипулисати класичним логичким капијама. Једна важна капија и за класично и за квантно израчунавање је НЕ капија. Математички, примена такве логичке капије на вектор квантног стања је моделована множењем матрице.
Математика једнокубитних капија може се проширити да ради на вишекубитним квантним меморијама на два важна начина. Један од начина је једноставно да изаберете кубит и примените ту капију на циљни кубит док остатак меморије остане непромењен. Други начин је да се капија примени на циљ само ако је други део меморије у жељеном стању. Ова два избора могу се илустровати другим примером.
Укратко, квантно рачунање се може описати као мрежа квантних логичких капија и мерења. Међутим, свако мерење се може одложити до краја квантног израчунавања, иако ово одлагање може имати рачунску цену, тако да већина квантних кола приказује мрежу која се састоји само од квантних логичких капија и без мерења.

### Квантно програмирање

#### Низ капија
Низ квантних капија разлаже прорачун у низ квантних капија од неколико кубита. Квантно рачунање се може описати као мрежа квантних логичких капија и мерења. Међутим, свако мерење се може одложити до краја квантног израчунавања, иако ово одлагање може имати рачунску цену, тако да већина квантних кола приказује мрежу која се састоји само од квантних логичких капија и без мерења.
Било које квантно израчунавање (што је, у горњем формализму, било која унитарна матрица величине 2х2 на n  преко n кубита) може се представити као мрежа квантних логичких капија из прилично мале породице капија. Избор породице капија који омогућава ову конструкцију познат је као универзални сет капија, пошто је рачунар који може да покреће таква кола универзални квантни рачунар. Један заједнички такав скуп укључује све једнокубитне капије, као и CNOT капију одозго. То значи да се свако квантно израчунавање може извршити извршавањем низа једнокубитних капија заједно са CNOT капијама. Иако је овај скуп капија бесконачан, може се заменити скупом коначних капија позивањем на теорему Соловаја-Китајева.

#### Квантно рачунарство засновано на мерењу
Квантни рачунар заснован на мерењу разлаже прорачун у низ мерења Bell стања и једнокубитних квантних капија примењених на веома запетљано почетно стање (стање кластера), користећи технику која се зове телепортација квантне капије.

#### Адијабатско квантно рачунање
Адијабатски квантни рачунар, заснован на квантном жарењу, разлаже прорачун у спору континуирану трансформацију почетног Хамилтонијана у коначни Хамилтонијан, чија основна стања садрже решење.

#### Тополошко квантно рачунарство
Тополошки квантни рачунар разлаже рачунање на плетење билоона у 2Д решетки.

#### Квантна Тјурингова машина
Квантна Тјурингова машина је квантни аналог Тјурингове машине. Сви ови модели прорачуна квантна кола,једносмерно квантно израчунавање, адијабатско квантно израчунавање и тополошко квантно израчунавање показали су се као еквивалентни квантној Тјуринговој машини; с обзиром на савршену имплементацију једног таквог квантног рачунара, он може да симулира све остале са само полиномским трошковима. Ова еквиваленција не мора да важи за практичне квантне рачунаре, пошто трошкови симулације могу бити превелики да би били практични.

## Комуникација
Квантна криптографија омогућава нове начине за сигуран пренос података; на пример, квантна дистрибуција кључева користи заплетена квантна стања за успостављање сигурних криптографских кључева. Када пошиљалац и прималац размењују квантна стања, они могу да гарантују да противник неће пресрести поруку, јер би сваки неовлашћени прислушкивач пореметио деликатни квантни систем и увео промену која се може открити. Са одговарајућим криптографским протоколима, пошиљалац и прималац тако могу успоставити заједничке приватне информације отпорне на прислушкивање.
Савремени каблови са оптичким влакнима могу да преносе квантне информације на релативно кратке удаљености. Текућа експериментална истраживања имају за циљ да развију поузданији хардвер (као што су квантни репетитори), надајући се да ће ову технологију проширити на квантне мреже на великим удаљеностима са преплитањем од краја до краја. Теоретски, ово би могло да омогући нове технолошке апликације, као што су дистрибуирано квантно рачунарство и побољшано квантно сенсинг.

## Алгоритми
Напредак у проналажењу квантних алгоритама се обично фокусира на овај модел квантног кола, иако постоје изузеци попут квантног адијабатског алгоритма. Квантни алгоритми се могу грубо категорисати према типу убрзања постигнутог у односу на одговарајуће класичне алгоритме.
Квантни алгоритми који нуде више од полиномског убрзања у односу на најпознатији класични алгоритам укључују Шоров алгоритам за факторинг и сродне квантне алгоритме за израчунавање дискретних логаритама, решавање Пелове једначине и уопштено решавање проблема скривених подгрупа за абелове коначне групе. Ови алгоритми зависе од примитивности квантне Фуријеове трансформације. Није пронађен никакав математички доказ који показује да се једнако брз класични алгоритам не може открити, али докази сугеришу да је то мало вероватно. Одређени проблеми пророчанства као што су Симонов проблем и Бернстеин–Вазирани проблем дају доказива убрзања, иако је то у моделу квантног упита, који је ограничени модел у којем је доње границе много лакше доказати и не значи нужно убрзање практичних проблема.
Други проблеми, укључујући симулацију квантних физичких процеса из хемије и физике чврстог стања, апроксимацију одређених Џонсових полинома и квантни алгоритам за линеарне системе једначина, имају квантне алгоритме за које се чини да дају супер-полиномска убрзања и да су БКП-потпуни. Пошто су ови проблеми BKP-потпуни, једнако брз класични алгоритам за њих би имплицирао да ниједан квантни алгоритам не даје супер-полиномско убрзање, за шта се верује да је мало вероватно.
Неки квантни алгоритми, попут Гроверовог алгоритма и амплитуде амплификације, дају полиномска убрзања у односу на одговарајуће класичне алгоритме. Иако ови алгоритми дају упоредиво скромно квадратно убрзање, они су широко применљиви и стога дају убрзања за широк спектар проблема.
Симулација квантних система
Пошто се хемија и нанотехнологија ослањају на разумевање квантних система, а такве системе је немогуће симулирати на ефикасан начин класично, квантна симулација може бити важна примена квантног рачунарства.Квантна симулација се такође може користити за симулацију понашања атома и честица у необичним условима као што су реакције унутар сударача.У јуну 2023. године, компјутерски научници ИБМ-а су известили да је квантни рачунар дао боље резултате за проблем физике од конвенционалног суперкомпјутера.
Око 2% годишње глобалне производње енергије користи се за фиксацију азота за производњу амонијака за Хаберов процес у индустрији пољопривредног ђубрива (иако природни организми такође производе амонијак). Квантне симулације могу се користити за разумевање овог процеса и повећање енергетске ефикасности производње. Очекује се да ће рана употреба квантног рачунарства бити моделирање које побољшава ефикасност Haber-Bosch процеса до средине 2020-их иако су неки предвиђали да ће то трајати дуже.
Пост-квантна криптографија
Значајна примена квантног рачунања је за нападе на криптографске системе који су тренутно у употреби. Верује се да је факторизација целог броја, која подупире безбедност криптографских система јавног кључа, рачунски неизводљива са обичним рачунаром за велике целе бројеве ако су они производ неколико простих бројева (нпр. производи два 300-цифрених простих бројева). Поређења ради, квантни рачунар би могао да реши овај проблем експоненцијално брже користећи Шоров алгоритам да пронађе своје факторе. Ова способност би омогућила квантном рачунару да разбије многе криптографске системе који се данас користе, у смислу да би постојао алгоритам полиномског времена (у броју цифара целог броја) за решавање проблема. Конкретно, већина популарних шифара јавног кључа заснована је на тежини факторинга целих бројева или проблему дискретног логаритма, који се оба могу решити Шоровим алгоритмом. Конкретно, алгоритми RSA, Difiie-Hellman и елиптичне криве Диффие–Хеллман могу бити сломљени. Они се користе за заштиту безбедних веб страница, шифроване е-поште и многих других врста података. Њихово кршење би имало значајне последице по електронску приватност и безбедност.
Идентификовање криптографских система који могу бити сигурни од квантних алгоритама је тема која се активно истражује у области пост-квантне криптографије. Неки алгоритми са јавним кључем су засновани на проблемима који нису проблем факторизације целог броја и проблеми дискретног логаритма на које се Шхоров алгоритам примењује, као што је Меклисов криптосистем заснован на проблему у теорији кодирања. Такође није познато да су криптосистеми засновани на решетки разбијени од стране квантних рачунара, а проналажење алгоритма полиномског времена за решавање проблема скривене подгрупе диедрала, који би разбио многе криптосистеме засноване на решетки, је добро проучен отворени проблем. Доказано је да примена Гроверовог алгоритма за разбијање симетричног (тајног кључа) алгоритма грубом силом захтева време једнако отприлике 2n/2 позива основног криптографског алгоритма, у поређењу са отприлике 2н у класичном случају,што значи да је симетричан дужине кључева су ефективно преполовљене: АЕС-256 би имао исту сигурност од напада користећи Гроверов алгоритам који АЕС-128 има против класичне бруте-форце претраге.
Најпознатији пример проблема који омогућава полиномско квантно убрзање је неструктурирана претрага, која укључује проналажење означене ставке са листе n ставки у бази података. Ово се може решити Говеровим алгоритмом. У овом случају, предност је не само доказива већ и оптимална: показало се да Гроверов алгоритам даје максималну могућу вероватноћу проналажења жељеног елемента за било који број тражења пророчишта. Многи примери доказивих квантних убрзања за проблеме упита засновани су на Гроверовом алгоритму, укључујући Brassard, Hoier и Таpp-ов алгоритам за проналажење судара у функцијама два-на-један, и Фархи, Голдстоне и Гутманов алгоритам за процену NAND стабала.
1. Проблеми који се могу ефикасно решити Гроверовим алгоритмом имају следећа својства:

2. Не постоји структура која се може претраживати у колекцији могућих одговора
3. Број могућих одговора за проверу је исти као и број улаза у алгоритам.
Постоји логичка функција која процењује сваки унос и одређује да ли је то тачан одговор.
За проблеме са свим овим својствима, време рада Гроверовог алгоритма на квантном рачунару мери се као квадратни корен броја улаза (или елемената у бази података), за разлику од линеарног скалирања класичних алгоритама. Општа класа проблема на које се Гроверов алгоритам може применит је проблем Болеове задовољивости, где је база података кроз коју алгоритам итерује је база свих могућих одговора. Пример и могућа примена овога је крекер лозинке који покушава да погоди лозинку. Разбијање симетричних шифри овим алгоритмом је од интереса за владине агенције.
Квантно жарење
Квантно жарење се ослања на адијабатску теорему да би се извршили прорачуни. Систем се поставља у основно стање за једноставан Хамилтонијан, који полако еволуира у компликованији Хамилтонијан чије основно стање представља решење проблема о коме је реч. Адијабатска теорема каже да ако је еволуција довољно спора, систем ће остати у свом основном стању све време током процеса. Адијабатска оптимизација може бити од помоћи за решавање проблема рачунарске биологије.
Машинско учење
Пошто квантни рачунари могу да произведу резултате које класични рачунари не могу да произведу ефикасно, и пошто је квантно рачунање у основи линеарно алгебарско, неки изражавају наду у развој квантних алгоритама који могу да убрзају задатке машинског учења.
На пример, верује се да квантни алгоритам за линеарне системе једначина, или „ХХЛ алгоритам“, назван по својим откривачима Хароу, Хасидиму и Лојду, обезбеђује убрзање у односу на класичне колеге. Неке истраживачке групе су недавно истраживале употребу хардвера за квантно жарење за обуку Болцманових машина и дубоких неуронских мрежа.
Дубоки генеративни хемијски модели се појављују као моћни алати за убрзање откривања лекова. Међутим, огромна величина и сложеност структурног простора свих могућих молекула сличних лековима представљају значајне препреке, које би у будућности могли да превазиђу квантни рачунари. Квантни рачунари су природно добри за решавање сложених квантних проблема са више тела и стога могу бити инструментални у апликацијама које укључују квантну хемију. Стога се може очекивати да ће квантно побољшани генеративни модели укључујући квантне ГАН-ове на крају бити развијени у ултимативне алгоритме генеративне хемије.

## Инжењерство
Од 2023. године, класични рачунари надмашују квантне рачунаре за све апликације у стварном свету. Иако тренутни квантни рачунари могу убрзати решавање одређених математичких проблема, они не дају предност у рачунарству за практичне задатке. За многе задатке не постоји обећање о корисном квантном убрзању, а неки задаци доказиво забрањују било какво квантно убрзање у смислу да је свако убрзање искључено доказаним теоремама. Научници и инжењери истражују више технологија за квантни рачунарски хардвер и надају се да ће развити скалабилне квантне архитектуре, али озбиљне препреке остају.
Изазови
Постоји низ техничких изазова у изградњи квантног рачунара великих размера. Физичар Давид ДиВинцензо је навео ове захтеве за практични квантни рачунар:
1. Физички скалабилан за повећање броја кубита

2. Кубити који се могу иницијализовати на произвољне вредности
3.Квантне капије које су брже од времена декохеренције.
4. Универзални сет капијаКубити који се лако читају.
Добављање делова за квантне рачунаре је такође веома тешко. Суперпроводним квантним рачунарима, попут оних које су конструисали Гугл и ИБМ, потребан је хелијум-3, нуспроизвод нуклеарног истраживања, и специјални суперпроводни каблови које производи само јапанска компанија COAK CO. Контрола мулти-кубит система захтева генерисање и координацију великог броја електричних сигнала са чврстом и детерминистичком временском резолуцијом. Ово је довело до развоја квантних контролера који омогућавају повезивање са кубитима. Скалирање ових система да подрже све већи број кубита је додатни изазов.
Декохеренција
Један од највећих изазова везаних за конструисање квантних рачунара је контрола или уклањање квантне декохеренције. Ово обично значи изоловање система од његовог окружења јер интеракције са спољним светом узрокују декохерацију система. Међутим, постоје и други извори декохеренције. Примери укључују квантне капије, и вибрације решетке и позадински термонуклеарни спин физичког система који се користи за имплементацију кубита. Декохеренција је неповратна, јер је ефективно не-јединствена и обично је нешто што треба строго контролисати, ако не и избегавати. Времена декохеренције за системе кандидате, посебно време попречне релаксације Т2 (за NMR и MRI технологију, такође названо време дефазирања), обично се крећу између наносекунди и секунди на ниској температури. Тренутно, неки квантни рачунари захтевају да се њихови кубити охладе на 20 миликелвина (обично користећи фрижидер за разблаживање) како би се спречила значајна декохеренција. Студија из 2020. године тврди да јонизујуће зрачење, као што су космички зраци, ипак може изазвати декохерацију одређених система у року од милисекунди.
Као резултат тога, дуготрајни задаци могу учинити неке квантне алгоритме неоперативним, јер ће покушај одржавања стања кубита довољно дуго времена на крају покварити суперпозиције. Ова питања су тежа за оптичке приступе јер су временски оквири за редове величине краћи, а често цитирани приступ за њихово превазилажење је обликовање оптичких импулса. Стопе грешака су обично пропорционалне односу времена рада и времена декохеренције, стога свака операција мора бити завршена много брже од времена декохеренције.
Као што је описано теоремом о прагу, ако је стопа грешке довољно мала, сматра се да је могуће користити квантну корекцију грешке за сузбијање грешака и декохеренције. Ово омогућава да укупно време израчунавања буде дуже од времена декохеренције ако шема корекције грешке може да исправи грешке брже него што их декохеренција уводи. Често цитирана цифра за потребну стопу грешке у свакој капији за израчунавање отпорне на грешке је 10-3, под претпоставком да се шум деполаризује.
Испуњавање овог услова скалабилности могуће је за широк спектар система. Међутим, употреба исправљања грешака са собом носи цену знатно повећаног броја потребних кубита. Број који је потребан за факторисање целих бројева коришћењем Шоровог алгоритма је и даље полином и сматра се да је између L и L2, где је L број цифара у броју који се раставља на факторе; Алгоритми за исправљање грешака би надували ову цифру за додатни фактор L. За 1000-битни број, ово имплицира потребу за око 104 бита без корекције грешке. Уз корекцију грешке, број би се повећао на око 107 бита. Време рачунања је око Л2 или око 107 корака и на 1 MHз, око 10 секунди. Међутим, трошкови кодирања и исправљања грешака повећавају величину правог квантног рачунара отпорног на грешке за неколико редова величине. Пажљиве процене показују да би најмање 3 милиона физичких кубита факторисало 2,048-битни цео број за 5 месеци на потпуно исправљеном грешкама квантном квантном рачунару са заробљеним јонима. Што се тиче броја физичких кубита, до данас, ово остаје најнижа процена за практично користан проблем факторизације целог броја величине 1024-бита или веће.
Други приступ проблему стабилности-декохеренције је креирање тополошког квантног рачунара са ањонима, квази-честицама које се користе као нити, и ослањајући се на теорију плетеница за формирање стабилних логичких капија.
Квантна надмоћ
Физичар Џон Прескил сковао је термин квантна супремација да би описао инжењерски подвиг демонстрирања да програмабилни квантни уређај може да реши проблем који превазилази могућности најсавременијих класичних рачунара. Проблем не мора да буде користан, тако да неки виде тест квантне надмоћи само као потенцијално будуће мерило.
У октобру 2019, Гоогле АИ Куантум, уз помоћ NASA-е, постао је први који је тврдио да је постигао квантну надмоћ изводећи прорачуне на квантном рачунару Сицаморе више од 3.000.000 пута брже него што би то могло да се уради на Самиту, који се генерално сматра најбржим на свету. компјутер. Ова тврдња је накнадно оспорена: IBM је изјавио да Summit може да изводи узорке много брже него што се тврди, и истраживачи су од тада развили боље алгоритме за проблем узорковања који се користи за тражење квантне надмоћи, дајући значајно смањење јаза између Сицаморе и класичне суперкомпјутере па чак и да их победи.
У децембру 2020., група у USTC је имплементирала тип узорковања бозона на 76 фотона са фотонским квантним рачунаром, Јиузханг, како би демонстрирала квантну надмоћ. Аутори тврде да би класичном савременом суперкомпјутеру било потребно рачунарско време од 600 милиона година да генерише број узорака који њихов квантни процесор може да генерише за 20 секуннди. Тврдње о квантној надмоћи изазвале су узбуђење око квантног рачунарства, али су засноване на измишљеним задацима референтних вредности који директно не имплицирају корисне апликације у ствари.
Скептицизам
Упркос великим надама у квантно рачунарство, значајном напретку у хардверу и оптимизму у погледу будућих апликација. У чланку се елаборира да квантни рачунари тек треба да буду кориснији или ефикаснији од конвенционалних рачунара у сваком случају, иако се такође тврди да ће на дуге стазе такви рачунари вероватно бити корисни. Саопштење АЦМ чланка из 2023. године открило је да су тренутни алгоритми квантног рачунарства „недовољни за практичну квантну предност без значајних побољшања у софтверском/хардверском пакету“. Тврди се да су кандидати који највише обећавају за постизање убрзања са квантним рачунарима „проблеми са малим подацима“, на пример у хемији и науци о материјалима. Међутим, у чланку се такође закључује да велики број потенцијалних апликација које је разматрао, као што је машинско учење, „неће постићи квантну предност са тренутним квантним алгоритмима у догледној будућности“, и идентификовао је I/O ограничења због којих је убрзање мало вероватним за „проблеми великих података, неструктурирани линеарни системи и претрага базе података заснована на Гроверовом алгоритму“. Овакво стање ствари може се пратити на основу неколико тренутних и дугорочних разматрања. Конвенционални рачунарски хардвер и алгоритми нису само оптимизовани за практичне задатке, већ се и даље брзо побољшавају, посебно GPU акцелератори. Тренутни квантни рачунарски хардвер генерише само ограничену количину преплитања пре него што га преплави бука. Квантни алгоритми омогућавају убрзање у односу на конвенционалне алгоритме само за неке задатке, а упаривање ових задатака са практичним применама показало се изазовним. Неки обећавајући задаци и апликације захтевају ресурсе далеко изнад оних који су данас доступни. Конкретно, обрада великих количина неквантних података представља изазов за квантне рачунаре.
Неки обећавајући алгоритми су "деквантовани", односно пронађени су њихови неквантни аналози сличне сложености.
Ако се квантна корекција грешака користи за скалирање квантних рачунара у практичне примене, њени додатни трошкови могу поткопати брзину коју нуде многи квантни алгоритми.
Анализа сложености алгоритама понекад даје апстрактне претпоставке које не важе у апликацијама. На пример, улазни подаци можда већ нису доступни кодирани у квантним стањима, а „функције оракула“ које се користе у Гроверовом алгоритму често имају унутрашњу структуру која се може искористити за брже алгоритме.
Неки истраживачи су изразили скептицизам да би скалабилни квантни рачунари икада могли бити направљени, обично због питања одржавања кохерентности у великим размерама, али и из других рaзлога.